# Cucullia pyrostrota
Cucullia pyrostrota là một loài bướm đêm trong họ Noctuidae.